# مارسیا نوگبائور
 مارسیا نوگبائور (انگلیسی: Marcia Neugebauer؛ زاده ۲۷ سپتامبر ۱۹۳۲) یک فیزیک‌دان است.